# 赵翼墓
31°24′48″N 120°07′19″E / 31.41320°N 120.12183°E
赵翼墓，位于中华人民共和国江苏省无锡市滨湖区马山桃坞鹁鸪山，是赵翼之墓、无锡市文物保护单位。

## 历史
赵翼墓建于清朝嘉庆二十年（1815年），1983年重修。赵翼为清朝进士、历史学家。在贵州贵西兵备道任后归乡，主讲安定书院。他辞官回乡五年后，母亲去世，为安葬母亲遗骸，他渡太湖来到马山，被马山风景所吸引。并买下一块墓地，撰诗“墓田丙舍如营就，便拟幽栖吸翠岚”。嘉庆十九年（1814年）他去世后，后代遵从遗愿，将其夫妇遗骨移至马山合葬。墓地坐北朝南，墓碑为清嘉庆二十年立。1986年，无锡市人民政府公布其为无锡市文物保护单位。

## 相关
- 赵翼故居